# Stormzy
Stormzy, de son vrai nom Michael Ebenazeree Kwadjo Omari Owuo Jr., né le 26 juillet 1993 à Thornton Heath (Londres) est un rappeur et auteur-compositeur-interprète anglais. 
Il est très important dans le monde de la grime et du hip-hop.
Sa chanson la plus populaire à ce jour est Shut Up (en), qui a d'abord été publié en freestyle sur YouTube. Le titre a ensuite été officiellement publié et est devenu numéro huit dans le UK Singles Chart. Son premier album, Gang Signs & Prayer, sorti le 24 février 2017, a été le premier album grime à se hisser au premier rang des Albums Chart du Royaume-Uni.

## Biographie

### Jeunesse
Stormzy est originaire de Thornton Heath, une subdivision du borough de Croydon, au sud de la ville de Londres,. Il est issu d’une famille ghanéenne et commence à rapper à l'âge de 11 ans, période durant laquelle il se confrontait à des rappeurs plus âgés dans son club de jeunes local. Avant de se consacrer entièrement à sa musique, il a fait un stage à Leamington Spa et a travaillé deux ans dans une raffinerie de pétrole à Southampton,.

### Carrière
En mars 2025, on lui annonce qu'il recevra un diplôme honorifique de l'Université Cambridge au Royaume-Uni. En effet, il avait quelque temps auparavant, il avait lancé une bourse d'études pour des étudiants noirs.

### Vie privée
Stormzy est chrétien. Lors de l'émission du jour de Noël de la BBC en 2019, il a lu un passage de l'Évangile de Luc.

## Style
Stormzy se décrit comme "un enfant de la crasse" influencé par des chanteurs comme Wiley et Skepta. Il cite également des chanteurs de RnB comme Frank Ocean et Lauryn Hill comme étant des influences sur sa musique.

## Polémique
En février 2025, Stormzy a reçu de fortes réactions négatives sur les réseaux sociaux pour avoir publié une publicité pour McDonald's et supprimé des messages précédents en faveur de la Palestine.

## Affaire judiciaire
En janvier 2025, il est condamné par la justice anglaise pour avoir téléphoné au volant de sa Rolls-Royce à Londres en mars 2024. Le juge a annoncé la suspension de permis et une amende de 2.010 livres sterling (2.423 euros).

## Discographie

### Albums studio
- 2017 : Gang Signs & Prayer
- 2019 : Heavy Is the Head (en)
- 2022 : This Is What I Mean

### Mixtapes
- 2013 : 168: The Mixtape

### EP
- 2014 : Not That Deep (avec The HeavyTrackerz)
- 2014 : Dreamers Disease

### Singles
- 2015 : Know Me From
- 2015 : WickedSkengman 4
- 2016 : Scary
- 2018 : Blinded By Your Grace, Pt. 2 feat. MNEK
- 2019 : Own It feat. Ed Sheeran & Burna Boy
- 2019 : Vossi Bop feat.

### Apparitions
- 2015 : Chains de Nick Jonas feat. Stormzy
- 2015 : Dude de Lethal Bizzle feat. Stormzy
- 2016 : My Hood de Ray BLK  feat. Stormzy
- 2017 : Power de Little Mix feat. Stormzy
- 2017 : Momma's Prayers de JP Cooper feat. Stormzy
- 2019 : Take Me Back To London (Remix) de Ed Sheeran feat. Stormzy, Jaykae & Aitch
- 2020 : Plus jamais de Aya Nakamura feat. Stormzy

## Prix et nominations
| Année | Événement                     | Prix                                     | Destinataire        | Résultat   | Ref    |
| ----- | ----------------------------- | ---------------------------------------- | ------------------- | ---------- | ------ |
| 2014  | MOBO Awards                   | Meilleure performance de grime           | Stormzy             | Lauréat    | [ 18 ] |
| 2015  | MOBO Awards                   | Meilleure performance de grime           | Stormzy             | Lauréat    | [ 18 ] |
| 2015  | Rated Awards                  | Meilleur clip vidéo                      | Know Me From        | Lauréat    | [ 19 ] |
| 2015  | Sound of...                   | Musique de l'année 2015                  | Stormzy             | Third      | [ 20 ] |
| 2016  | Rated Awards                  | Artiste de l'année                       | Stormzy             | Nomination | [ 21 ] |
| 2016  | South Bank Awards             | The Times Breakthrough Award             | Stormzy             | Lauréat    | [ 22 ] |
| 2016  | AIM Independent Music Awards  | Prix de l'innovation                     | Stormzy             | Lauréat    | [ 23 ] |
| 2017  | Brit Awards                   | Meilleur artiste britannique             | Stormzy             | Nomination | [ 24 ] |
| 2017  | BET Awards                    | Meilleure artiste internationale: Europe | Stormzy             | Lauréat    | [ 25 ] |
| 2017  | GQ Prix des hommes de l'année | Artiste solo de l'année                  | Stormzy             | Lauréat    | [ 26 ] |
| 2017  | Rated Awards Chine            | Artiste de l'année                       | Stormzy             | Lauréat    | [ 27 ] |
| 2017  | Rated Awards Chine            | Meilleur clip vidéo                      | Stormzy             | Lauréat    | [ 27 ] |
| 2017  | BBC Music Awards              | Artiste de l'année                       | Stormzy             | Lauréat    | [ 28 ] |
| 2018  | Brit Awards                   | Artiste masculin Britannique de l'année  | Stormzy             | Lauréat    | [ 29 ] |
| 2018  | Brit Awards                   | Album Britannique de l'année             | Gang Signs & Prayer | Lauréat    | [ 30 ] |